# Leni
Leni är en kommun på ön Salina i ögruppen Eoliska öarna i storstadsregionen Messina, innan 2015 i provinsen Messina, som tillhör regionen Sicilien, Italien. Kommunen hade 689 invånare (2017). Leni gränsar till kommunerna Malfa och Santa Marina Salina.